# Kaple svatého Václava (Brno)
Kaple svatého Václava se nachází v Brně-Žabovřeskách na Burianově náměstí a představuje přirozený střed této městské části. Průčelí kaple je chráněno jako kulturní památka České republiky.
Na návsi někdejší osady Vinohrádky (později části Žabovřesk) byla původně v roce 1790 postavena zvonička na dřevěném sloupu, kolem roku 1826 zde byla postavena zděná kapličku z nepálených cihel. Kvůli nedostatečné údržbě ale chátrala a roku 1903 se zhroutila. Novorenesanční kaple svatého Václava byla postavena v polovině září 1906 podle projektu Tomáše Němečka. Kaple se nachází na území farnosti Brno-Žabovřesky, bohoslužby se zde konají v úterý večer. V letech 2008 a 2009 byl v kapli instalovány nové sochy svatého Jana Boska a Panny Marie Pomocnice od sochaře Jiřího Netíka.
V červenci 2017 byla zahájena rekonstrukce kaple. Opravy měly stát šest milionů korun, během šesti měsíců měla kaple dostat novou střechu a vnější omítky, opraven měl být i interiér. Po rekonstrukci elektroinstalace mělo dojít také k výměně topení a osvětlení. Počítalo se také se zpřístupněním předsíně kaple po celý den. V lednu 2018 byla rekonstrukce dokončena a 6. března toho roku byla kaple slavnostně otevřena.